# Ringstead (Northamptonshire)
Ringstead is een civil parish in het bestuurlijke gebied East Northamptonshire, in het Engelse graafschap Northamptonshire met 1461 inwoners.